# Mouvement populaire wallon
Le Mouvement populaire wallon (MPW) est une organisation politique belge du mouvement wallon.
Créée fin février 1961, après la fin de la grève générale de l'hiver 1960-1961 contre la loi unique, par le syndicaliste André Renard. Son premier président, jusqu'à sa mort le 20 juillet 1962, avec deux objectifs  : réformes de structure et fédéralisme. En étaient également membres fondateurs Lucien Harmegnies, vice-président, ainsi que Freddy Terwagne, qui sera considéré comme l’un des pères de la réforme institutionnelle de 1970. Au décès d'André Renard en 1962, un autre syndicaliste, Jacques Yerna, en devient président.
Pour Georges Dobbeleer (membre du Parti ouvrier socialiste, section belge de la IVe Internationale, et militant politico-syndicaliste wallon depuis les années 1950), « l’existence du MPW empêcha heureusement pendant deux ou trois ans qu’un sentiment de défaite se répande parmi les travailleurs après la fin de la grève ».